# لیقناب
لیقناب یا لقیناب Leghinab روستایی است از توابع شهرستان بروجرد در استان لرستان. این روستا در دهستان اشترینان در بخش اشترینان این شهرستان قرار دارد. لقین در لری به معنای آب گل‌آلود است.

## جمعیت
بنابر سرشماری مرکز آمار ایران، جمعیت لیقناب در سال ۱۳۸۵ برابر با ۱۷۵ نفر بوده‌است که از این میان ۹۰ نفر مرد و بقیه زن بوده‌اند. این روستا ۴۸ خانوار دارد. در این روستا قلعه‌ای تاریخی به نام قلعه کریم بیک که بزرگ این روستا بوده‌است وجود دارد که این قلعه در زمان بسیار دور ساخته شده‌است. شغل مردم این روستا کشاورزی-دامپروری-ومعماری و بنایی است.